# Лундаль, Амели
Хельга Амели Лундаль (швед. Helga Amélie Lundahl; 26 мая 1850, Оулу — 20 августа 1914) — финская художница.

## Биография
Хельга Амели Лундаль родилась в Оулу, в Великом княжестве Финляндском, будучи самой младшей среди 11 детей в семье. Её мать умерла, когда ей было три месяца, а отец, Абрахам, городской представитель (прокурор), скончался, когда ей было восемь лет. С 1860 по 1862 год она училась в Шведской частной школе (швед. Svenska Privatskolan) в Оулу. С 1872 по 1876 год Амели Лундаль получала образование в Академии изящных искусств в Хельсинки, с недолгим периодом обучения в Школе искусства и дизайна в Стокгольме, что стало возможным благодаря выданному ей гранту на поездку.
Ещё один грант, выданный ей на поездку, позволил ей отправиться в Париж, где она совершенствовала своё искусство в Академии Жюлиана вместе с французским художником Тони Робером-Флёри, среди прочих, с 1877 по 1881 год. Всего в столице Франции она прожила 12 лет, а французская область Бретань стала её любимым местом для занятий живописью. После своего возвращения в Финляндию в 1889 году она и финский пейзажист Виктор Вестерхольм участвовали в создании «Художественной колонии Эннингебю» (швед. Önningebykolonin) в одноимённой деревне на Аландских островах.
Амели Лундаль умерла 20 августа 1914 года в Хельсинки. По некоторым сведениям её смерть была вызвана лейкемией.

## Галерея

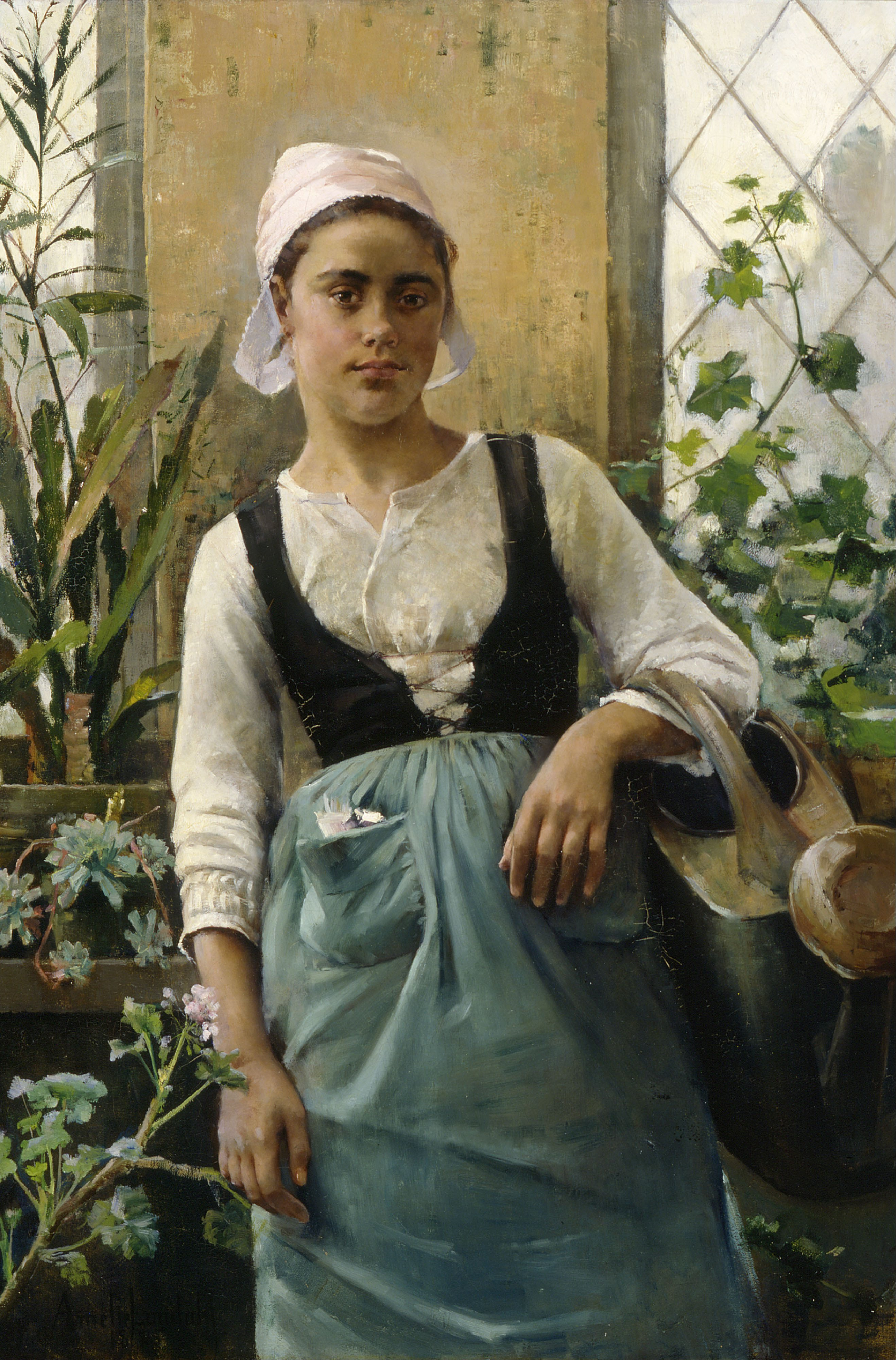
Девушка в саду (1885)
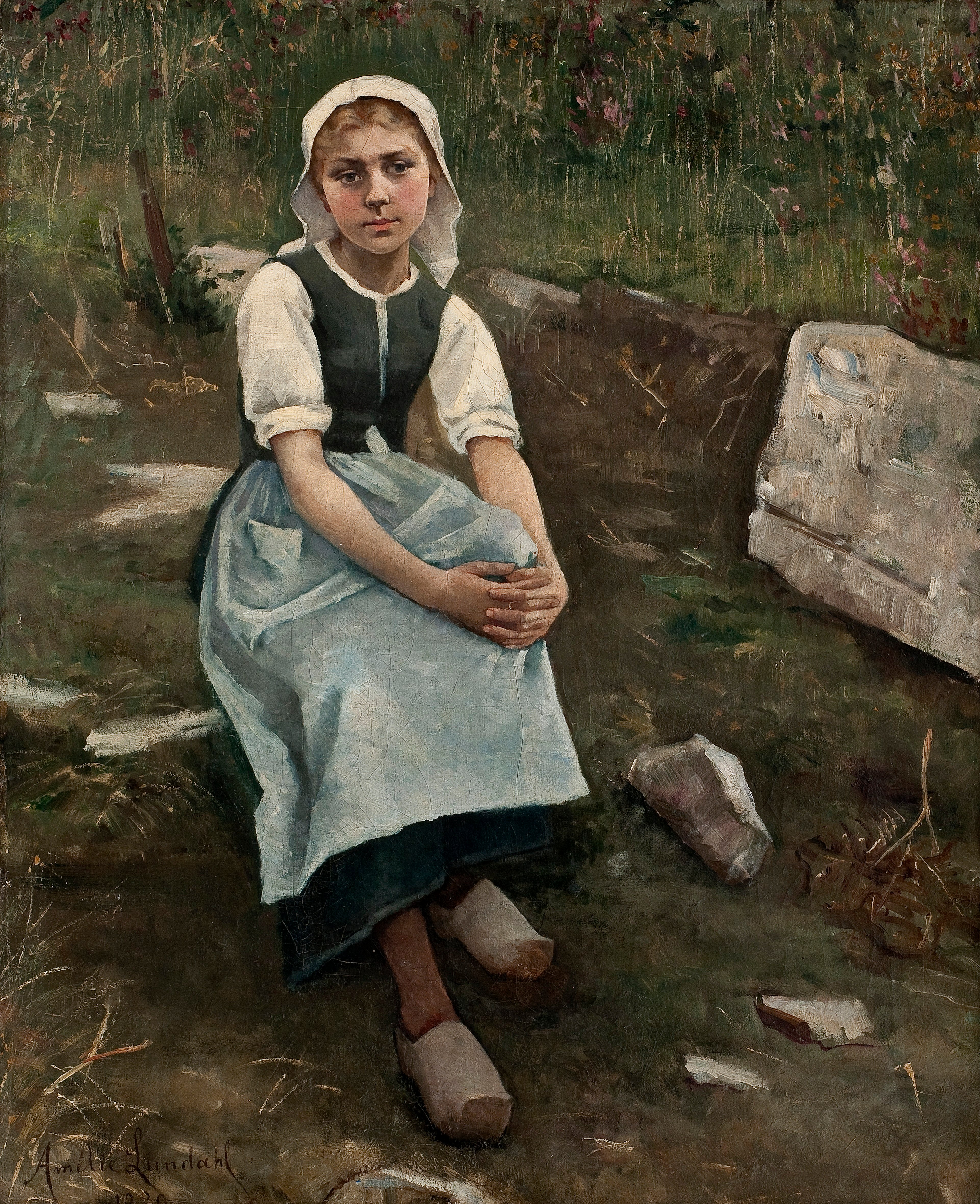
Девушка из Бретани (1880)
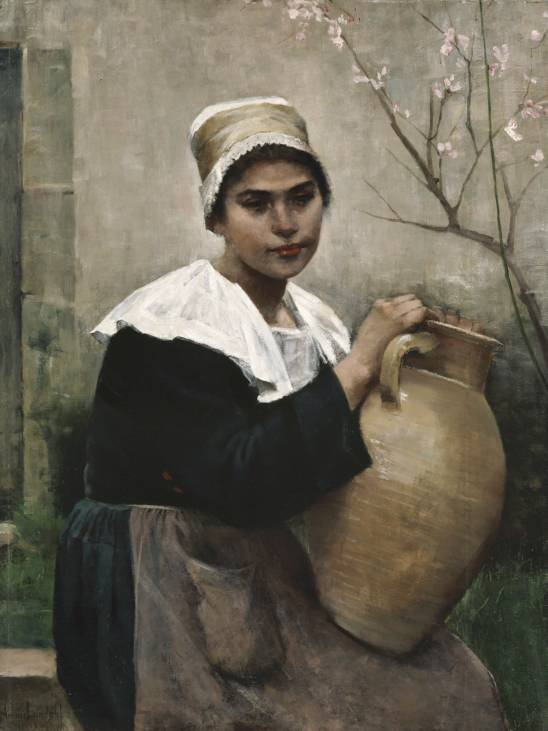
Бретонская девушка с кувшином (1884)
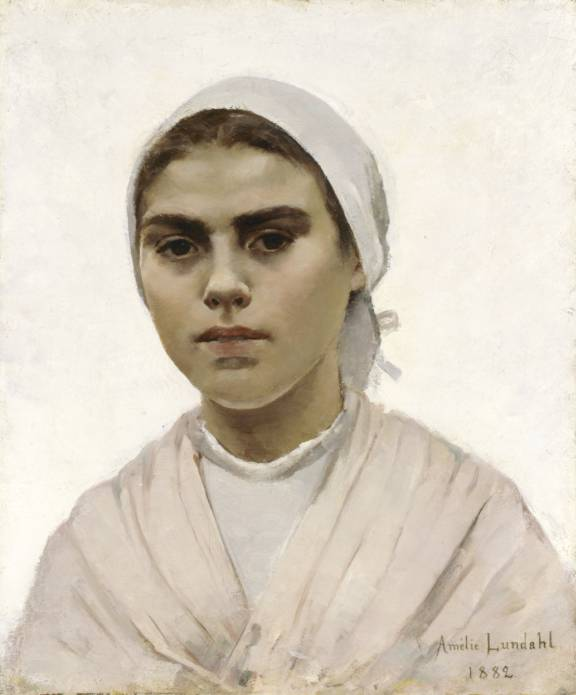
Голова девушки, Бретань (1882)